# Big Bang (groupe)
Pour les articles homonymes, voir Big Bang (homonymie).
Big Bang (ou BigBang, stylisé en majuscule, hangeul : 빅뱅, RR : Bigbaeng ; japonais : ビッグバン, rōmaji : Bigguban) est un boys band sud-coréen de K-pop, originaire de Séoul. Il se composait de cinq membres jusqu'au départ de Seungri en mars 2019 et de T.O.P en 2023. Le groupe est mené par le rappeur G-Dragon. À ses côtés se trouvent Taeyang qu'il connaît depuis son enfance, et Daesung. À leurs débuts en 2006, ils sont considérés comme étant la nouvelle figure montante de leur label, YG Entertainment. Leurs débuts sont en effet prometteurs, mais c'est à la sortie du single Lies en 2007 qu'ils connaissent véritablement le succès. Le groupe est connu pour sa musique, mais aussi pour le style vestimentaire de ses membres, surtout de leur leader, souvent surpris à des semaines de la mode ainsi que des défilés[réf. nécessaire], devenu célèbre à travers tout le pays.
En juillet 2017, ils deviennent le premier groupe sud-coréen à avoir neuf vidéos avec cent millions de vues.
Big Bang est considéré comme les « rois de la K-pop ». En effet, l'implication des membres dans la composition et la production de leur propre musique, notamment G-Dragon, est bien accueilli par l'industrie musicale. Ils sont le premier groupe sud-coréen à entrer les listes des cent célébrités et des musiciens les plus influents du monde de Forbes[réf. nécessaire]. Made World Tour est la deuxième tournée mondiale du groupe. Le concert de leur dixième anniversaire qui a eu lieu au Stade de la Coupe du monde de Séoul a rassemblé plus de 65 000 de spectateurs devenu le plus grand public d'un concert solo en Corée du Sud.
En raison de leur succès, Big Bang devient le troisième groupe masculin le mieux payé dans le monde après One Direction et Backstreet Boys surpassant plusieurs groupes internationalement reconnus notamment Maroon 5. En 2017, Big Bang devient le premier groupe de K-pop à rassembler sept millions d'abonnés sur YouTube.

## Histoire

### Formation et débuts (2005–2006)
Dès sa formation en 2005 par YG Entertainment, le boys band participe à un programme de téléréalité diffusé sur MTV Korea afin de le médiatiser. Il y a au départ six membres, mais l'un d'entre eux, Jang Hyun-seung sous le nom de SO-1, est éliminé car il est jugé comme étant trop timide. Celui-ci fait maintenant partie du groupe Highlight, anciennement Beast, de Cube Entertainment.
Le groupe fait ses débuts officiels lors d'un concert de la YG Family le 19 août 2006 à Séoul. Big Bang sort alors trois extended plays, Big Bang, Big Bang Is V.I.P et Big Bang 03, espacés de seulement quelques mois entre août et novembre, dont le plus grand succès, This Love, se retrouvant en première position. Le single se vend à environ 40 000 exemplaires, il s'agit d'une reprise de la chanson du même titre du groupe américain Maroon 5. En décembre, le groupe donne son premier concert appelé The Real. Leur première compilation, Since 2007, sort le mois suivant. L'album est une compilation de leurs chansons précédentes et se vend à plus de 100 000 copies.

### Succès (2007–2009)

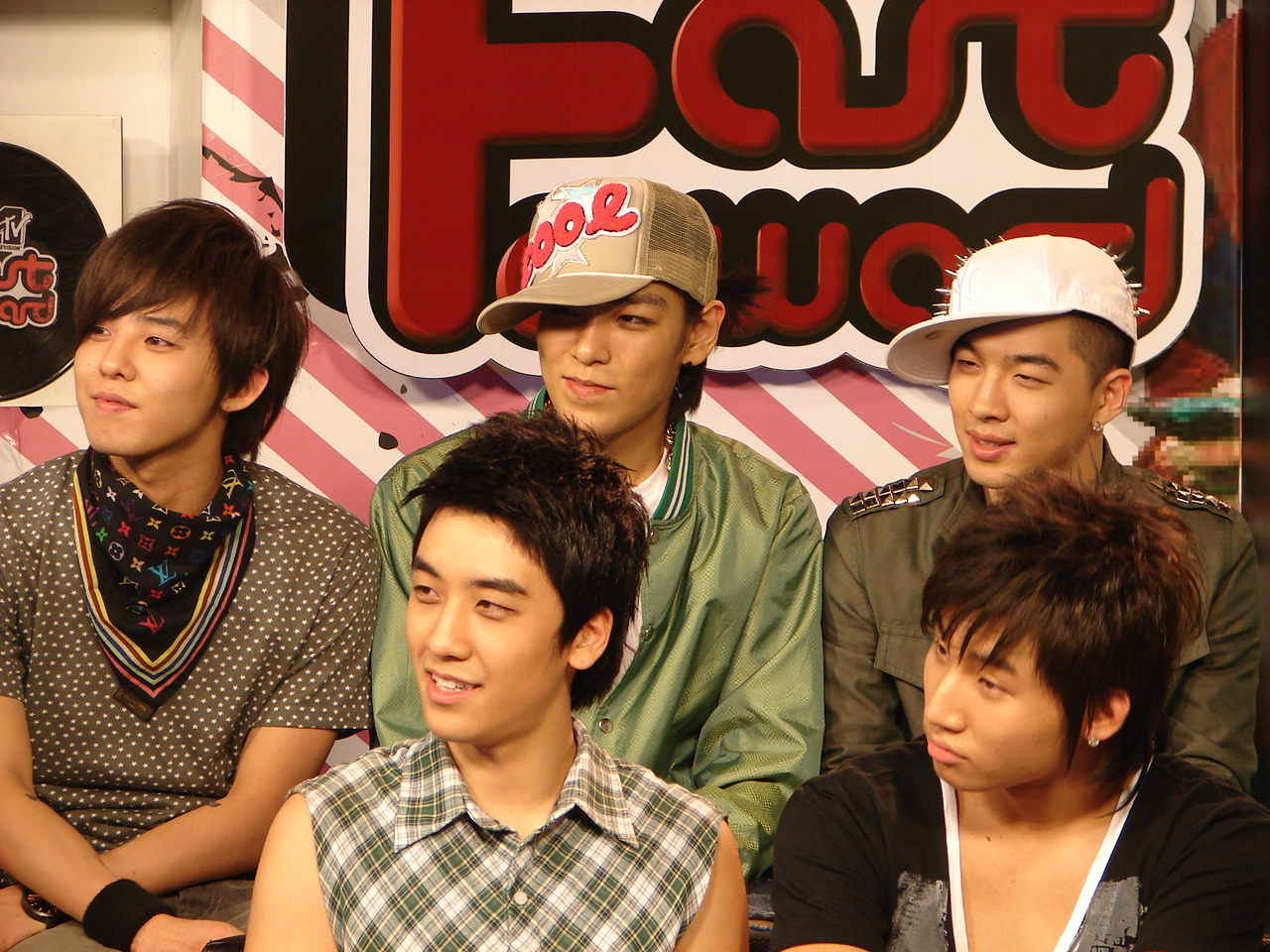
Big Bang au MTV Fast Forward, en Thaïlande, en décembre 2007.

Le 8 février 2007, Big Bang publie son album live, The First / Real Live Concert, vendu à 30 000 exemplaires à la fin de l'année. Ils commencent aussi leur tournée Want You Tour en soutien à Since 2007, dans cinq villes, Incheon, Daegu, Changwon, Jeonju et Busan. Leur premier extended play, Always, marque plusieurs changements dans le groupe. Les membres étant particulièrement impliqués dans l'écriture et la composition, le groupe obtient plus de contrôle créatif et s'éloigne de ses racines hip-hop. G-Dragon compose et écrit plusieurs morceaux, dont le premier single Lies. L'extended play comprend toujours des éléments de musique électronique propres à Big Bang. L'accueil est positif, en particulier à l'égard de Lies. Publié comme premier single, il devient leur premier hit classé premier avec 120 000 exemplaires vendus. Classé pendant six semaines, Lies devient leur première chanson remportant le prix de « chanson du mois » aux Cyworld Digital Music Awards pendant deux mois consécutifs,.
Leur deuxième EP, Hot Issue, publié en novembre de la même année, comprend six chansons toutes écrites par G-Dragon, qui est également le producteur de l'extended play. Hot Issue retrace le succès de son prédécesseur, le premier single, Last Farewell, atteint divers classements, dont celui de MelOn pendant huit semaines consécutives, une première dans l'histoire du groupe. Il remporte le prix de meilleure chanson numérique du mois par Cyworld, avec de 120 000 exemplaires vendus au total en Corée du Sud. Ils jouent aussi le Big Bang is Great Concert, où les tickets se sont tous écoulés en à peine dix minutes,.
À cause d'une grosse fatigue et d'épuisements chroniques, plusieurs membres seront hospitalisés, empêchant ainsi toute activité promotionnelle. Malgré ces événements, leurs singles et albums se vendent comme des petits pains, à tel point que leur label doit sans cesse les rééditer. Surfant sur le succès de leurs extended plays, le groupe collecte un bon nombre de prix, comme celui du « meilleur groupe masculin », et de la « chanson de l'année » pour Lies aux Mnet Asian Music Awards de 2007. Ils reçoivent plus tard les prix de « groupe de l'année » et de « l'album numérique de l'année » à la dix-septième édition des Seoul Music Awards. Le groupe gagne un total de 12 milliards de ₩, soit 11,5 millions de $, à la fin de chaque année.
L'année 2007 arrivant à son terme, Big Bang s'aventure outremer, au Japon. Leur premier extended play japonais, For the World, de 2008, atteint la dixième place de l'Oricon grâce à une petite campagne publicitaire,. Le groupe joue aussi un concert au dans le JCB Hall du Tokyo Dome City. Big Bang revient en Corée du Sud après la fin de leur tournée japonaise. Malgré quelques retards causés par les projets solo des membres, le troisième extended play du groupe, Stand Up, est publié. Faisant participer Daishi Dance et No Brain, Stand Up atteint les 200 000 exemplaires vendus. Day by Day, le premier single, atteint les classements sur le web, et reste en pole position pendant six semaines consécutives,. Il devient aussi le single le plus populaire de Corée du Sud avec plus de cinq millions d'exemplaires écoulés rien que dans le pays. L'extended play comprend aussi la chanson classée au top cinq Heaven, (hangeul : 천국, RR : Cheonguk), le top dix Oh My Friend, et le top vingt A Good Man (hangeul : 착한 사람, RR : Chaghan Salam) et Lady.

### Projets solo et succès japonais (2009–2011)
Alors que le groupe est en pause au début de 2009, les membres poursuivent leurs activités solo. Ils se réunissent pour s'associer avec 2NE1, le nouveau girl group de leur label, surnommé « les reines de la K-pop » à cette période pour Lollipop, une chanson utilisée pour la publicité du téléphone mobile Cyon de LG. Un clip vidéo promotionnel est également filmé. Big Bang publie aussi un troisième single, So Fresh, So Cool en soutien à leur marque de bière, Hite. Seungri ne participera au tournage de la publicité, car il n'atteint pas l'âge légal pour boire. Leur deuxième album studio japonais éponyme est publié chez Universal Music en août et comprend deux singles, My Heaven et Gara Gara Go!! (ガラガラ Go!!),. My Heaven, une réédition japonaise de leur single Heaven, issu de l'extended play Stand Up, débute troisième de l'Oricon Music Chart. Gara Gara Go! atteint la cinquième place, et l'album studio lui-même atteint la troisième place.
Démarrant la nouvelle année avec un concert Big Show 2011 à l'Olympics Gymnastics Arena, Big Bang s'envole vers le Japon pour la tournée Electric Love Tour,,. Leur troisième album studio japonais, Big Bang 2, est précédé par trois singles, Koe wo Kikasete (声をきかせて), Tell Me Goodbye et Beautiful Hangover. Koe wo Kikasete est utilisé dans le drama japonais Ohitorisama (おひとりさま, One Person), et atteint la quatrième place de l'Oricon Chart,,,. Tell Me Goodbye est incluse dans la version sud-coréenne du drama japonais Iris. La chanson est positivement accueillie, remportant un prix à la cinquante-deuxième édition des Japan Record Award,. Deux singles promotionnels sont aussi publiés dans leur pays natal, Lollipop Part 2 pour, encore une fois, la promotion du téléphone Lollipop de LG Cyon et Shout of the Reds qui fait participer le groupe rock coréen Transfixion et le skateur Kim Yuna,.
Après presque deux ans d'absence, Big Bang revient en Corée du Sud pour le Big Show, jouant des chansons de leur futur extended play, Tonight,. L'extended play est disponible en précommande à 10 000 exemplaires sur Cyworld et se vend à 100 000 exemplaires en une semaine,. L'extended play est positivement accueilli, Choi Jun d'Asiae félicitant la nouvelle direction musicale du groupe. Sept jours après la sortie de l'extended play, Big Bang aurait gagné plus de 7 milliards de ₩ de recette, soit 6,6 millions de $. Le single éponyme atteint la pole position du Gaon Digital Chart, qui s'accompagne de singles Café et What is Right?. Après la fin de la promotion pour Tonight, Big Bang publie un album spécial avec deux nouvelles chansons, Love Song, et top trois Stupid Liar. Leur troisième tournée japonaise, Love and Hope, commence en mai en soutien à l'album spécial. Ils jouent à guichet fermé devant plus de 100 000 fans,.
Aux MTV EMAs de 2011, Big Bang remporte le prix de « meilleur groupe international » représentant l'Asie avec plus de cinquante-huit millions de votes. Love Song remporte le prix de meilleur clip vidéo aux Mnet Asian Music Awards. À la fin de l'année, Big Bang participe au YG Family 15th Anniversary. Sort ensuite le best-of The Best of Big Bang, le 14 décembre. Le best-of atteint l'Oricon Daily Chart avec plus de 14 000 exemplaires vendus la première semaine.

### Succès national et international (2012–2014)
Le 29 février 2012, le groupe sort l'EP Alive, disponible en version japonaise à partir du 28 mars. Cet extended play est composé de sept pistes, de genres variés. L'extended play prend la première place dans tous les charts en Corée du Sud et au Japon. Le groupe lance la promotion au Japon et en Corée du Sud en mars et avril[pertinence contestée], avec des passages par la Thaïlande et le Vietnam. Le clip vidéo de Fantastic Baby est le second clip vidéo de K-pop à atteindre les cent millions de vues sur YouTube[pertinence contestée], il s'agit d'une première pour un boys band sud-coréen[réf. nécessaire].
Du 2 au 4 mars, a lieu le Big Show 2012. Lors de ce concert le groupe annonce le début d'une tournée internationale[réf. souhaitée] nommée Alive qui débutera par le Japon en mai et en juin. Ils passent ensuite par plusieurs pays et villes asiatiques comme Hong Kong, la Thaïlande, les Philippines, ou encore le Vietnam, avant de débarquer en Amérique et en Europe.
Big Bang grâce, à cet EP, remporte des prix, le « Golden Disk » pour Fantastic Baby ou encore l'« artiste de l'année » et le « meilleur groupe masculin » aux MAMA 2012.

### Retour avecMade(depuis 2015)

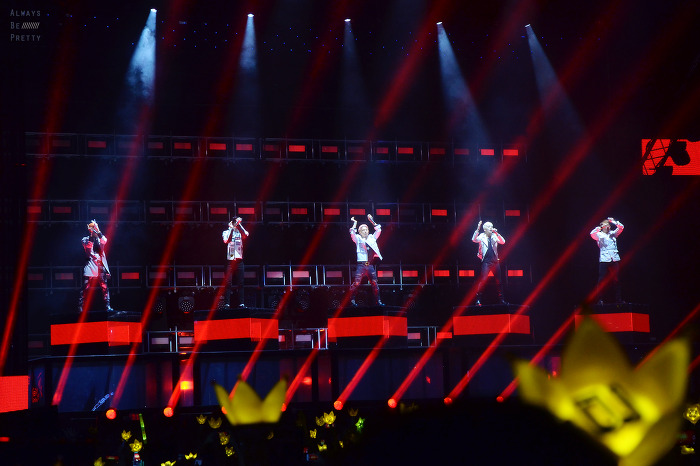
Big Bang sur scène en 2015.

La sortie d'un nouvel album studio a été confirmé par la YG Entertainment, avec pour date le 1er mai 2015, tous les premiers du mois jusqu'à septembre compris[source secondaire nécessaire]. La sortie de l'album a souvent été repoussée[réf. souhaitée]. Ils sortent quatre chansons Made. Loser et Bae Bae pour la lettre M, le 1er mai ainsi que Bang Bang Bang et We Like 2 Party pour la lettre A, le 1er juin.
Cela fait donc huit semaines consécutives, soit deux mois entiers, ou soit depuis leur retour avec le single M que le groupe masculin de la YG Entertainment reste en tête des charts[réf. nécessaire]. La chanson We Like 2 Party issue de leur nouveau single A se retrouve dans le top trois ou cinq des classements et que Bang Bang Bang se retrouve à la première place. Le précédent single M, continue de se faire une place dans le top dix et est même -bien placé sur la plateforme MelOn, la cinquième place pour Loser et la sixième pour Bae Bae.
Le groupe masculin de la YG Entertainment a annoncé le 12 juin qu’il sortirait également leur nouvel opus, A, au Japon le 17 juin. Le 1er juillet, deux chansons s'ajoutent à la série Made avec Sober et If You pour la lettre D. Le 8 juillet, ce nouvel opus sort en version japonaise.
Le 5 août, deux autres chansons s'ajoutent à la série Made avec Zutter, chanté par le sous groupe GD & T.O.P et Let's Not Fall in Love pour la lettre E. Le single E atteint le haut des classements sur iTunes dans seize pays. Cet opus est sorti en version japonaise le 12 août. Cet album studio complet célèbre le dixième anniversaire[réf. nécessaire] du groupe et sera le dernier avant que tous les membres ne se retrouvent après qu'ils auront tour à tour effectué leur service militaire obligatoire de deux ans.[réf. souhaitée]

### Poursuite en trio
À la suite du scandale du Burning Sun, Seungri annonce quitter l'industrie du divertissement, et en conséquence le groupe, le 11 mars 2019,.
Le 31 mai 2023, T.O.P confie qu'il s'est « déjà retiré » du groupe. En janvier 2025, T.O.P. exclut toute possibilité de retour dans le groupe et déclare l'avoir quitté dû au scandale, son sentiment de culpabilité persistant et avoir « trop honte » pour faire face aux autres membres,. En juin 2023, le contrat de G-Dragon avec YG arrive à son terme, faisant de lui le dernier membre à quitter le label,. En janvier 2024, le profil d'artiste du groupe est retiré du site de YG, concrétisant officiellement la fin de la relation contractuelle du groupe avec le label,.
Le 23 novembre 2024, le groupe surprend le public des MAMA Awards à Osaka en offrant leur première prestation live depuis 2017, en trio. Originellement prévu comme performance solo de G-Dragon, ils interprètent ses chansons Home Sweet Home, Bang Bang Bang et Fantastic Baby.

## Style de musique
La musique de Big Bang peut être qualifiée en grande partie de hip-hop/rap, par exemple la chanson Bad Boy. Leur style touche parfois au R&B, avec les chansons We Belong Together et Forever with You, à la Dance comme dans Shake It, ou encore au mainstream avec This Love et même au rock avec Oh My Friend. Le plus souvent, les membres du groupe composent et écrivent eux-mêmes leurs chansons. Big Bang est aussi connu pour son style de danse street dance et son style vestimentaire streetwear.

## Membres
| Nom de scène | Nom de scène | Nom de naissance | Nom de naissance | Date de naissance | Nationalité | Position                                                     |
| Romanisé     | Coréen       | Romanisé         | Coréen           | Date de naissance | Nationalité | Position                                                     |
| ------------ | ------------ | ---------------- | ---------------- | ----------------- | ----------- | ------------------------------------------------------------ |
| Taeyang      | 태양         | Dong Yong Bae    | 동영배           | 18 mai 1988       | Sud-coréen  | Chanteur, danseur                                            |
| G-Dragon     | 지 드래곤    | Kwon Ji Yong     | 권지용           | 18 août 1988      | Sud-coréen  | Leader, rappeur, chanteur, danseur, visage du groupe, centre |
| Daesung      | 대성         | Kang Daesung     | 강대성           | 26 avril 1989     | Sud-coréen  | Chanteur, danseur, Maknae (le plus jeune)                    |

### Anciens membres
| Nom de scène | Nom de scène | Nom de naissance | Nom de naissance | Date de naissance | Nationalité | Position                                             | Date de départ |
| Romanisé     | Coréen       | Romanisé         | Coréen           | Date de naissance | Nationalité | Position                                             | Date de départ |
| ------------ | ------------ | ---------------- | ---------------- | ----------------- | ----------- | ---------------------------------------------------- | -------------- |
| Seungri      | 승리         | Lee Seung Hyun   | 이승현           | 12 décembre 1990  | Sud-coréen  | Danseur secondaire, chanteur, Maknae (le plus jeune) | 13 mars 2019   |
| T.O.P        | 탑           | Choi Seung-hyun  | 최승현           | 4 novembre 1987   | Sud-coréen  | Rappeur, danseur, visuel, Hyung (le plus âgé)        | 30 mai 2023    |

## Discographie

### Albums studio
- 2006 : Big Bang Vol. 1
- 2008 : Number 1
- 2008 : Remember
- 2016 : Made
- 2009 : Big Bang
- 2011 : Big Bang 2
- 2012 : Alive
- 2016 : Made Series

### Singles
- 2006 : We Belong Together
- 2006 : La La La
- 2006 : Forever with U
- 2006 : Dirty Cash
- 2006 : Shake It (흔들어)
- 2007 : Lies (거짓말)
- 2007 : Always
- 2007 : Last Farewell (마지막 인사)
- 2008 : How Gee
- 2008 : With U
- 2008 : Haru Haru (하루하루)
- 2008 : Number 1
- 2008 : Sunset Glow (붉은 노을)
- 2009 : My Heaven (マイ ヘヴン)
- 2009 : Gara Gara Go!! (ガラガラ Go!!)
- 2009 : Bringing You Love (ブリンギング・ユー・ラブ)
- 2009 : Koe o Kikasete (声をきかせて)
- 2010 : Tell Me Goodbye (テル・ミー・グッバイ)
- 2010 : Beautiful Hangover (ビューティフル・ハングオーバー)
- 2011 : Tonight
- 2011 : Love Song
- 2012 : Blue
- 2012 : Bad Boy
- 2012 : Fantastic Baby
- 2012 : Monster
- 2015 : M
- 2015 : Loser
- 2015 : Bae Bae
- 2015 : A
- 2015 : Bang Bang Bang (뱅뱅뱅)
- 2015 : We Like 2 Party
- 2015 : D
- 2015 : If You
- 2015 : Sober (맨정신)
- 2015 : E
- 2015 : Zutter (쩔어) (GD & T.O.P)
- 2015 : Let's Not Fall in Love (우리 사랑하지 말아요)
- 2016 : Fxxk It (에라 모르겠다)
- 2016 : Last Dance
- 2018 : Flower Road
- 2022 : Still Life

#### Singles promotionnels
- 2008 : Stylish
- 2009 : Lollipop (avec 2NE1)
- 2009 : So Fresh So Cool
- 2009 : Chingu (친구) (chanson de T.O.P et Taeyang)
- 2009 : Hallelujah (할렐루야) (chanson de G-Dragon, T.O.P et Taeyang)
- 2010 : Lollipop Part 2
- 2010 : The Shouts of Red Part 2 (avec Trans Fixion et Kim Yuna)
- 2011 : The North Face Song

## Tournées et concerts
- 2006 : The Real Concert
- 2007 : Want You
- 2007 : Big Bang is G.R.E.A.T.
- 2008 : Global Warning
- 2008 : Stand Up
- 2009-2011 : Big Show
- 2010 : Electric Love Tour
- 2011 : Love & Hope Tour
- 2012 : Alive Tour
- 2013 : Japan Dome Tour
- 2014 : Japan Dome Tour X
- 2015 : Made 2015 World Tour
- 2016 : Big Bang the Concert: 0. To. 10.
- 2017 : Big Bang the Final: 0. To. 10.
- 2017 : Last Dance Tour